# 高筠
高筠，中华人民共和国政治人物、全国脱贫攻坚先进个人。

## 生平
高筠任黄梅县五祖镇花山村驻村工作队原队长，湖北省妇女联合会妇女发展部副部长。因在脱贫攻坚战中作出突出贡献，2021年2月25日全国脱贫攻坚总结表彰大会上，高筠被授予“全国脱贫攻坚先进个人”。